# Pierre Brossolette

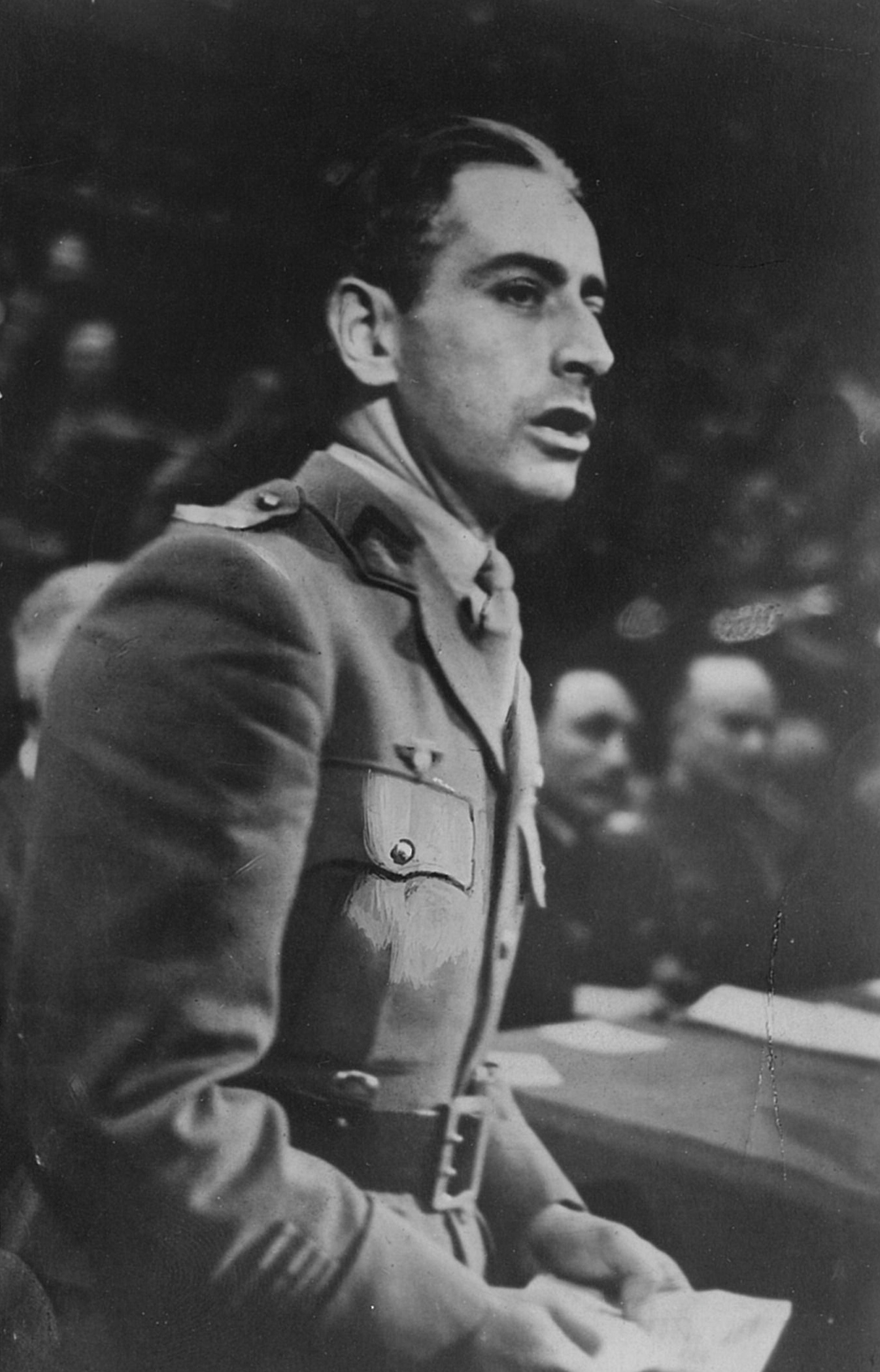
Pierre Brossolette (1943 in London)

Pierre Brossolette (* 25. Juni 1903 in Paris; † 22. März 1944 ebenda) war ein französischer Politiker und Journalist sowie führendes Mitglied der Résistance.

## Leben

### Jugend
Pierre Brossolette, Sohn des Pariser Grundschulinspektors Léon Brossolette und von Jeanne Vial, absolvierte nach der Schulzeit und der Vorbereitungsklasse am Lycée Louis-le-Grand 1922 die Elitehochschule Ecole normale supérieure und erhielt 1925 sein Diplom in Geschichte. 1926 heiratete er Gilberte Bruel. Danach leistete er seinen Militärdienst im 5. Infanterieregiment in Paris als Unterleutnant. In der radikalen Tradition seines Vaters trat er bereits 1929 der Sozialistischen Partei SFIO bei.

### Politiker und Soldat
Als militanter Sozialist wurde er Stellvertretender Chef im Kabinett von Kolonialminister François Piétri, wo er mit Fragen der Kommunikation und der Presse während einiger Monate im Jahr 1930 befasst war. Er kandidierte im Département Aube bei der Wahl zur Nationalversammlung, wobei er scheiterte. Im Oktober beauftragte ihn Léon Blum mit der außenpolitischen Kolumne im nationalen Radio PTT. Nachdem er das Münchner Abkommen in einer Live-Sendung kritisiert hatte, wurde er von Édouard Daladier entlassen.
Bei Ausbruch des Zweiten Weltkrieges trat er in die französische Armee ein und erreichte den Rang eines Hauptmanns, als Marschall Philippe Pétain den Waffenstillstand von Compiègne mit dem Dritten Reich unterzeichnete.

### Résistance
Brossolette lehnte den Waffenstillstand ab, organisierte in der besetzten Nordzone die Résistance-Gruppen Libération Nord und
Organisation civile et militaire (OCM) und trat dem Comité d’action socialiste bei, einer Widerstandsgruppe, die von Daniel Mayer im März 1941 gegründet worden war.

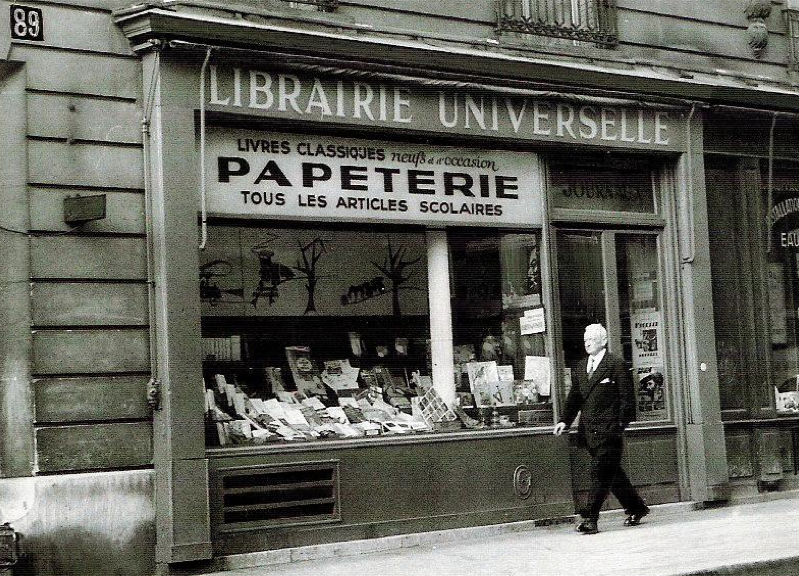
Buchhandlung in der Rue de la Pompe 89 in Paris

Als er vom Vichy-Regime ein Unterrichtsverbot erhielt, gründete er als Legende zusammen mit seiner Frau eine Buchhandlung in der Rue de la Pompe 89 in Paris, die als Briefkasten für Résistance-Mitglieder diente. Von Agnès Humbert in die Résistance-Gruppe Musée de l’Homme eingeführt, arbeitete er bei der Herausgabe der Zeitung Résistance mit und wurde schließlich ihr Chefredakteur. Nach der Zerschlagung der Gruppe Musée de l’Homme integrierte sich Brossolette in die Gruppe Confrèrerie Notre Dame von Gilbert Renault (auch unter dem Kampfnamen Oberst Rémy bekannt), wo er bald der Presse- und Propagandachef wurde und seine Artikel mit Pedro zeichnete. Im April 1942 traf er sich als Repräsentant einer der Résistance-Gruppen mit General Charles de Gaulle in London. Dort begann seine Zusammenarbeit mit André Dewavrins Militärgeheimdienst Bureau Central de Renseignements et d’Action (BCRA) der Freien Franzosen, der mit dem SOE zusammenarbeitete.
Im Januar 1943 sprang Brossolette unter dem Decknamen Philippe Bernier zusammen mit André Dewavrin (Deckname Oberst Passy) und Edward Yeo-Thomas (Deckname le lapin blanc, dt. das weiße Kaninchen) mit dem Fallschirm über Frankreich ab. Sie hatten von General Charles de Gaulle den Auftrag Brumaire-Arquebuse erhalten, wonach sie mit Jean Moulin die Vereinigung aller in Frankreich aktiven Résistance-Gruppen erreichen sollten. Jean Moulin erreichte, dass die acht wichtigsten Résistance-Gruppen, also Jean-Pierre Lévys Franc-Tireur, Henri Frenays Combat, Emmanuel d’Astier de La Vigeries Libération Sud, Pierre Villons Front National, Pierre Brossolettes Comité d’Action Socialiste und Charles Delestraints Armée secrète den Conseil National de la Résistance (CNR), den Nationalen Widerstandrat bildeten.
Am 7. Juni 1943 wurde René Hardy, ein wichtiges Mitglied der Résistance-Fer, der Widerstandsgruppe der Eisenbahner in der SNCF, verhaftet, von Klaus Barbie und der Gestapo gefoltert, verhört und danach wieder freigelassen. Ob er bei dem Verhör über Brossolette, Jean Moulin und Charles Delestraint der Gestapo Informationen lieferte (was er nachdrücklich bestritt) oder ob die Gestapo Hardy nur unauffällig folgte, ist nicht eindeutig zu klären. Jedenfalls wurde zunächst Delestraint bei einem geheimen Treffen mit Hardy in Paris am 9. Juni verhaftet. Am 21. Juni 1943 wurde Jean Moulin zusammen mit acht anderen hochrangigen Résistancemitgliedern in Caluire-et-Cuire am Rande Lyons in der Praxis von Doktor Frédéric Dugoujon festgenommen.
Dies war ein großer Verlust für die Résistance, und die SOE entsandte Edward Yeo-Thomas nach Frankreich, um die Männer zu befreien. Das schlug jedoch fehl, und Yeo-Thomas wurde von der Vichy-Polizei festgenommen.

### Verhaftung und Tod
Brossolette entkam mehrmals der Verhaftung. Bei einer zweiten Englandreise kenterte sein Fischfangschiff Jouet des flots in der Bucht von Audierne. Brossolette konnte bei einem lokalen Résistant in Plogoff unterschlüpfen. Am nächsten Tag, dem 3. Februar 1944, wurde er bei einer Routinekontrolle unter dem Namen Boutet festgenommen, ohne dass seine wahre Identität sofort erkannt wurde. Die Besatzer transportierten ihn am 19. März nach Paris, wo er im Gestapo-Hauptquartier in der Avenue Foch 84 durch die Gestapo schwer gefoltert wurde. Um nicht die Namen seiner Genossen preiszugeben, sprang er am 22. März 1944 in einem Moment der Unachtsamkeit seiner Bewacher aus einem Fenster des Gestapogebäudes. Er erlag seinen schweren Verletzungen gegen 22 Uhr im Hôpital de la Pitié, ohne gesprochen zu haben. Zwei Tage später wurde sein Leichnam auf dem Friedhof Père-Lachaise eingeäschert und beigesetzt.

## Ehrung

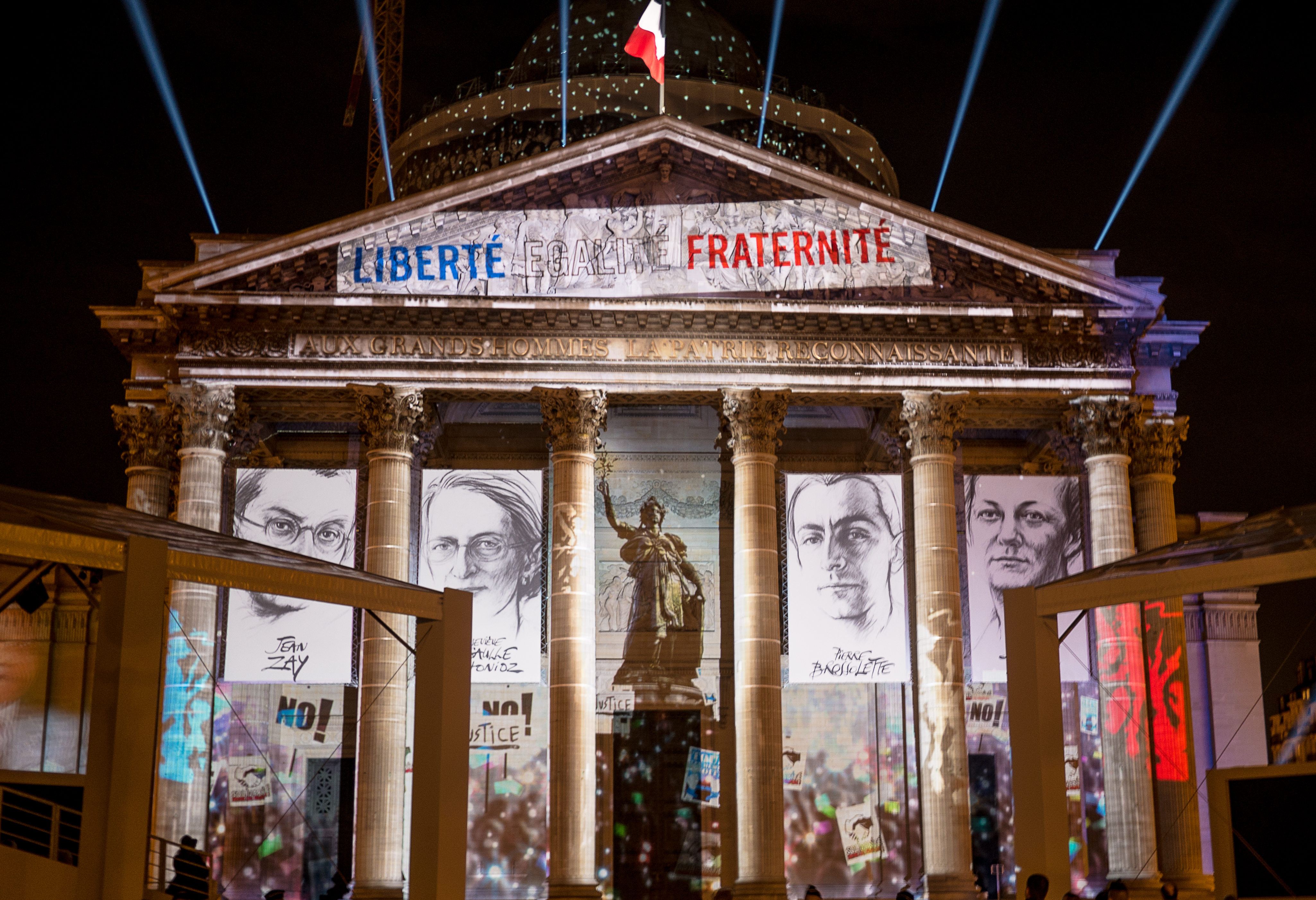
Feier zur Überführung von Geneviève de Gaulle-Anthonioz, Germaine Tillion, Pierre Brossolette und Jean Zay in den Panthéon am 27. Mai 2015

Am 27. Mai 2015 wurden die sterblichen Überreste von Brossolette, gemeinsam mit denen von Germaine Tillion, Jean Zay und Geneviève de Gaulle-Anthonioz ins Panthéon überführt. Dieses ist die höchste posthume Ehrung in Frankreich, der 27. Mai ist seit 2014 die Journée nationale de la Résistance, ein landesweiter staatlicher Gedenktag.